# Jožka Charvát
Jožka Charvát (vlastním jménem Josef Charvát, 18. března 1884 Ivančice – 23. února 1945 Praha) byl český dirigent a hudební skladatel. Působil jako první dirigent Symfonického orchestru Českého rozhlasu. Byl otcem herečky Julie Charvátové.

## Životopis
Narodil se v Ivančicích na jihozápadní Moravě. V letech 1901 až 1903 studoval v Brně varhanickou školu u Leoše Janáčka a také hru na housle u Rudolfa Reissiga. V letech 1906 až 1918 působil (s přestávkami) v Pardubicích, kde nejprve vedl pěvecký sbor a od roku 1909 také orchestr Východočeského divadla. Mezitím působil mj. v letech 1912 až 1913 v Brně jako první dirigent městské opery. Poté v letech 1919 až 1922 dirigoval v několika operních souborech v Praze (mj. ve Vinohradském divadle), v dalších letech pak řídil operu divadla v Českých Budějovicích.
V roce 1926 se stal prvním ředitelem Symfonického orchestru Radiojournalu. 2. října 1926 uspořádal soubor svůj první koncert, který sestával ze symfonie Es dur Zdeňka Fibicha, díla Ludwiga van Beethovena, Antonína Dvořáka a Bedřicha Smetany. Od roku 1928 potom působil jako dirigent Národního divadla.
Ztvárnil roli dirigenta ve filmu režiséra Otakara Vávry Turbina z roku 1941.
Jožka Charvát zemřel 23. února 1945 v Praze ve věku 60 let.

## Dílo
Projevil se rovněž jako hudební skladatel: zkomponoval dvě opery-symfonické básně, dále několik skladeb pro sbor, církevních skladeb a melodramů. Roku 1913 dirigoval v Chrudimi premiéru vlastní opery Florentská tragédie (podle stejnojmenného díla Oscara Wilda). Jeho druhým operním dílem byl Jaroslav ze Šternberka, inspirovaný stejnojmennou fiktivní postavou české historie.